# Kaiserpokal 1965
Der Kaiserpokal 1965 war die 45. Austragung des Kaiserpokals, des höchsten japanischen Fußballpokalwettbewerbs. Sieger des Wettbewerbs waren die Toyo Industries.

## Ergebnisse

### Viertelfinale
|                            | Ergebnis |                   |
| -------------------------- | -------- | ----------------- |
| Kwansei-Gakuin-Universität | 1:0      | Furukawa Electric |
| Toyo Industries            | 5:0      | Chūō-Universität  |
| Yawata Steel               | 5:1      | Meiji-Universität |
| Waseda-Universität         | 3:0      | Hitachi           |

### Halbfinale
|                            | Ergebnis |                    |
| -------------------------- | -------- | ------------------ |
| Kwansei-Gakuin-Universität | 0:7      | Toyo Industries    |
| Yawata Steel               | 4:3      | Waseda-Universität |

### Finale
|                 | Ergebnis |              |
| --------------- | -------- | ------------ |
| Toyo Industries | 3:2      | Yawata Steel |